# Dubouzetia galorei
Dubouzetia galorei är en tvåhjärtbladig växtart som beskrevs av M.J.E.Coode. Dubouzetia galorei ingår i släktet Dubouzetia och familjen Elaeocarpaceae. Inga underarter finns listade i Catalogue of Life.